# Trận La Rothière
Trận La Rothière là một trận đánh diễn ra vào ngày 1 tháng 2 năm 1814 trong cuộc Chiến tranh Liên minh thứ sáu. Trận chiến này là cuộc tấn công dữ dội của quân Liên minh thứ sáu dưới sự chỉ huy của tướng Phổ là Gebhard von Blücher nhằm vào các cứ điểm của quân Pháp dưới quyền Hoàng đế Napoléon Bonaparte xung quanh thị trấn La Rothière (Pháp). Phe Đồng minh có quân số áp đảo nhưng băng tuyết đã khiến cho quân Pháp cầm cự được trong phần lớn ngày. Giao tranh xảy ra ác liệt dưới thời tiết khắc nghiệt và các binh sĩ hai bên đều được xem là đã chiến đấu dũng cảm và La Rothière cũng ba lần đổi chủ. Cuối cùng, quân Nga giữ được La Rothière, các cuộc phản kích của quân Pháp đã bị đập tan. Sau 12 tiếng đồng hồ giao chiến, trận đánh kết thúc với thắng lợi chiến thuật của liên quân, đồng thời là thất bại đầu tiên của Napoléon và quân đội ông trên đất Pháp. Thảm bại này đã hạ thấp trầm trọng sĩ khí quân Pháp và gây cho cư dân địa phương thoái chí.
Thái độ kiên quyết cũng như cách sử dụng địa thế tài tình của Blücher được xem là đã mang lại chiến thắng cho ông và ông được Nga hoàng Aleksandr khen ngợi vì chiến công của mình. Ngoài ra, trận La Rothière cũng được xem là một chiến tích tiếp tục thể hiện thiên tài quân sự và tầm nhìn xa trông rộng của Tham mưu trưởng Joseph Radetzky von Radetz của Áo. Ông được Nga hoàng, vua Friedrich Wilhelm III của Phổ và Vương quốc Bayern tặng thưởng. Thêm nữa, sự hiện diện của Nga hoàng và vua Phổ cũng được xem là đã gia tăng khí phách cho trận chiến. Và, Tổng tư lệnh quân Liên minh là Thống chế Schwarzenberg cũng được ca ngợi vì sự dàn xếp đúng đắn của ông cho trận chiến này. Pháo binh Pháp không thể kéo pháo giữa băng giá và vài chục khẩu pháo của họ bị liên quân thu giữ, không những thế vài ngàn quân Pháp cũng bị bắt làm tù binh. Cả hai bên đều có 6.000 quân tử trận và bị thương, nhưng quân của Napoléon bị tàn tạ và phải triệt thoái trong hỗn loạn trong khi quân Đồng minh dễ dàng bù đắp cho thiệt hại của mình. Được chiến thắng La Rothière cổ vũ, quân đội của Blücher sau đó bắt đầu kéo tới Paris, góp phần đẩy Napoléon vào tình hình nguy kịch.